# Tossal de l'Àliga (Gombrèn)
El Tossal de l'Àliga és una muntanya de 1.376 metres que es troba al municipi de Gombrèn, a la comarca catalana del Ripollès.